# Georgetown (St. Vincent und die Grenadinen)
Georgetown ist eine Stadt auf der Insel St. Vincent, die dem Staat St. Vincent und die Grenadinen angehört. Die Stadt ist die größte im Parish Charlotte.

## Lage
Georgetown liegt an der Ostküste der Insel St. Vincent. Durch die Stadt führt der Windward Highway.

## Weblink
- Georgetown, SVG Revisited. In: georgetownsvgrevisited.co.uk. (englisch).